# Piket

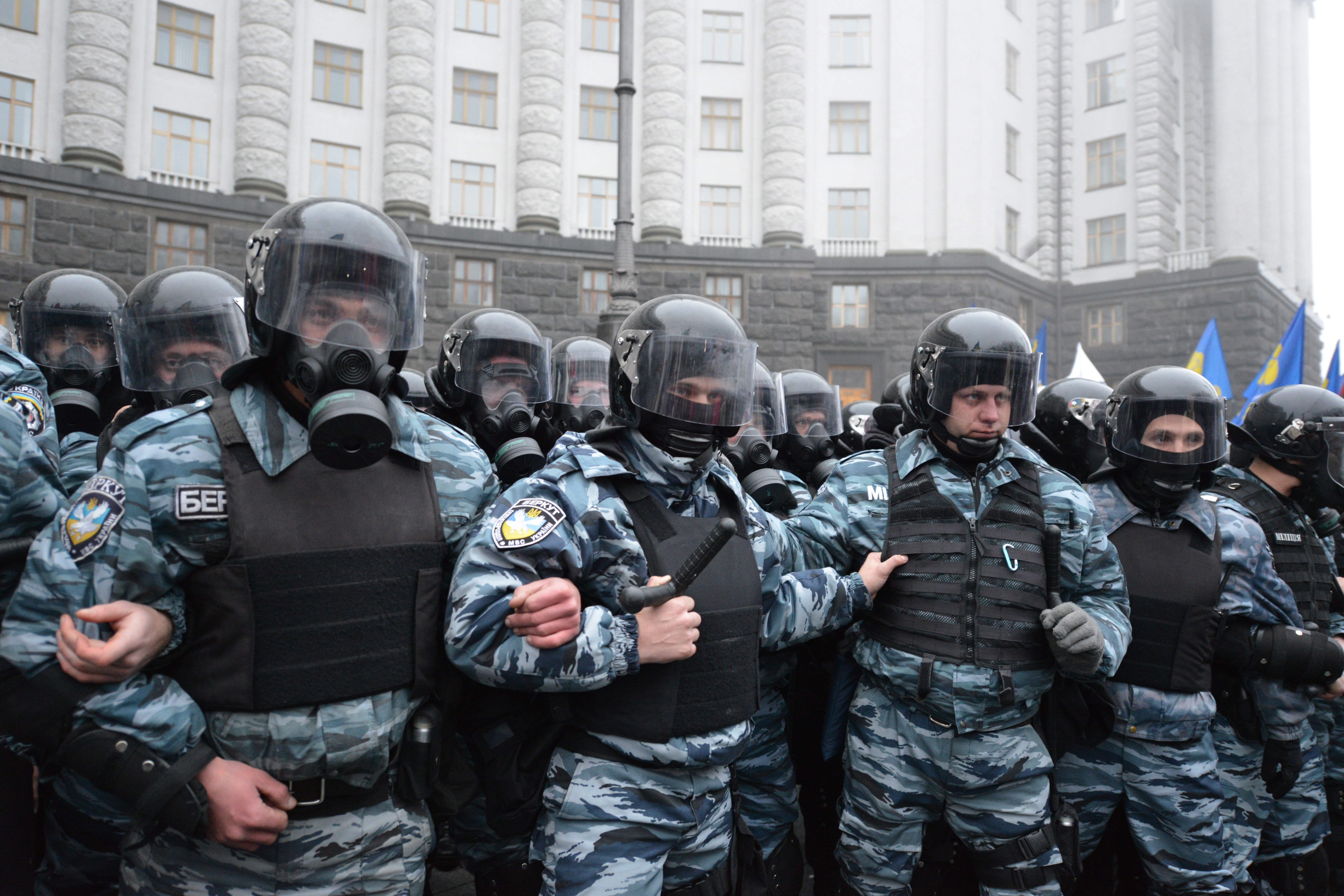
Piketpoliser i full mundering utanför Ukrainas parlament.

Piket eller piketpolis (av franska: piquet, till pique, ”pik”) avser polisiär styrka som hålls i beredskap att snarast rycka ut, och det fordon som används av en piketstyrka.
Begreppet piket användes förr även om en militär styrka eller brandkårsstyrka i sådan beredskap, det som numera oftast kallas beredskapsstyrka eller insatsstyrka. Piket kunde även avse ett antal fartyg som hade bevakningstjänst, något som senare har kallats förpost.

## Piketstyrkor
- Sverige: Piketen
- Danmark (i folkmun "Salatfad")[4][5][6]
- USA: SWAT
- Polisen i Finland: Polisens beredskapsstyrka (inofficiellt Björngruppen, i folkmun "Björnligan")